# Passa Quatro
Passa-Quatro (Passa Quatre) és un municipi de l'estat de Minas Gerais al Brasil. La població el 2000 era de 14.485, i estimada de 15.907 habitants el 2009. La densitat de població és de 55,23/km² i l'àrea és de 277 km². És part de la microrregió de São Lourenço.
La ciutat va ser declarada un balneari de tractament hidromineral el 1941, a causa de les seves diverses fonts d'aigües radioactives de tori, que suposadament es curen problemes de fetge i ronyó.